# Alan Becker
Alan Becker (Dublin, 18 de maio de 1989) é um animador digital americano e YouTuber, mais conhecido por criar a websérie Animator vs. Animation e seus spin-offs Animation vs. Minecraft (AVM), Animation vs. YouTube (com muitos YouTubers conhecidos), Animation vs. League of Legends, Animation vs. Pokémon e Animation vs. Super Mario Bros., publicado tanto no Newgrounds quanto no YouTube.

## Vida e carreira
Nascido em 18 de maio de 1989, desde a juventude, Becker era um ávido fã de animação. Crescido em uma família com dificuldades financeiras, a família de Becker possuía apenas um computador que era compartilhado entre ele e seus irmãos. Foi através deste computador que ele começou a experimentar pixel art, a partir de 2001. Depois de estudar em casa, em 2005, Becker recebeu seu primeiro laptop, o Acer TravelMate, no qual começou a animar usando Macromedia Flash (mais tarde Adobe Flash e atualmente o Adobe Animate); sua primeira animação oficial, intitulada Pink Army, foi lançado no Newgrounds em 2004, onde teve boa recepção. Em 3 de junho de 2006, aos dezessete anos, Becker publicou a animação Animator vs. Animation no Newgrounds, onde rapidamente se tornou viral e o levou a ser re-carregado em vários sites de mídia. Segundo Becker, uma empresa sem nome ofereceu a ele 75 dólares pelos "direitos exclusivos" do "Animator vs Animation", mas decidiu não fazê-lo, seguindo o conselho de Steven Lerner, proprietário do Albino Blacksheep. Mais tarde, ele descobriu que sua animação havia sido carregada no notório site de entretenimento eBaum's World sem permissão (para a qual o site era famoso por muitos outros criadores de vídeo). Depois que Steven Lerner usou isso como prova em uma batalha legal contra o eBaum's World, Becker aceitou um pagamento de 250 dólares pelo uso da animação. No entanto, após uma mudança de atitude, ele devolveu o dinheiro e removeu a animação.
A Atom Films convenceu e financiou Becker a criar uma sequência após o sucesso de sua primeira animação, e por isso criou o Animator vs. Animation II. Em 2007, Charles Yeh, de 14 anos, se ofereceu para criar um jogo on-line baseado na animação e, depois de analisar seu trabalho, Alan concordou em colaborar com ele. Logo, depois de muitos pedidos de uma terceira animação, Animator vs. Animation III foi finalmente lançado em 2011 e Becker pretendia torná-lo o último da série, afirmando que "queria ter certeza de que nenhuma sequência poderia sair disso" terminando o vídeo com a tela azul da morte, como se o computador em si estivesse morto e a série de animação não pudesse ir mais longe. Apesar disso, ele afirmou que seu professor de animação, Tom Richner, o inspirou a continuar no YouTube depois que seus estágios na Pixar foram recusados dois anos seguidos. Sua quarta animação, Animator vs. Animation IV, recebeu mais de onze mil dólares em crowdfunding no Kickstarter.
Becker também realizou trabalhos relacionados ao jogo eletrônico Minecraft, como o vídeo Animation vs. Minecraft e um servidor baseado no filme Tonari no Totoro, do Studio Ghibli Becker também criou uma série de vídeos de instruções sobre animação com base nos "12 princípios básicos de animação", que foram enviados em seu canal secundário do YouTube, "Alan Becker Tutorials".
Em 21 de novembro de 2017, Becker anunciou que estava trabalhando com a Insanity Games para criar um jogo de cartas baseado em suas animações. O jogo de cartas foi lançado em maio de 2018.
A partir de 18 de novembro de 2017, Alan Becker começou a animar novos curtas de Minecraft devido à grande repercussão de Animation vs. Minecraft, superando o Animator vs. Animation como o vídeo mais visto em seu canal. Em 30 de junho de 2018, Animation vs. Minecraft alcançou cem milhões de visualizações no YouTube, juntamente com um vídeo mostrando o próximo spin-off, Animação vs. League of Legends.
Em 29 de outubro de 2019, Becker juntou-se à #TeamTrees e criou um vídeo de arrecadação de fundos intitulado "New Superpower Blue". Ele doou 5.100 dólares para a organização.

## Prêmios
Em 2007, Animator vs. Animation II ganhou o prêmio Webby "People's Choice".

## Filmografia
| Ano  | Vídeo                                       | Notas                                              |
| ---- | ------------------------------------------- | -------------------------------------------------- |
| 2006 | Pink Army                                   |                                                    |
| 2006 | Animator vs. Animation                      |                                                    |
| 2006 | Trampoline time-lapse                       |                                                    |
| 2007 | Machine                                     |                                                    |
| 2007 | Stop Motion - Worm                          |                                                    |
| 2007 | Animator vs. Animation II                   | Ganhou o prêmio Webby "People's Choice"            |
| 2007 | AIM spam 100 IMs in 13 minutes              |                                                    |
| 2009 | Instant Messaging in Real Life              |                                                    |
| 2010 | We Are Corn                                 |                                                    |
| 2010 | Frog and the Fly                            |                                                    |
| 2011 | HOST.NET Animation                          |                                                    |
| 2011 | My First Maya Animation                     |                                                    |
| 2011 | Crank Powered Dancing Eggplant Machine      |                                                    |
| 2011 | RiverRun Film Festival intro                |                                                    |
| 2011 | If Water Had Eyes                           |                                                    |
| 2011 | Animator vs. Animation III                  |                                                    |
| 2011 | Something Freaky                            |                                                    |
| 2011 | The Burger                                  |                                                    |
| 2012 | Burger Box                                  |                                                    |
| 2012 | Stick Texting                               |                                                    |
| 2013 | My paper crane flew away                    |                                                    |
| 2013 | Lumin                                       |                                                    |
| 2013 | A Wild Pokémon Sighting                     |                                                    |
| 2014 | Revolt TV Animation                         |                                                    |
| 2014 | Revolt TV Animation 2                       |                                                    |
| 2014 | Animator vs. Animation IV                   |                                                    |
| 2015 | Chairbending                                |                                                    |
| 2015 | Stick Texting - A Whole Conversation        |                                                    |
| 2015 | Animation vs. Minecraft                     | Seu vídeo mais popular                             |
| 2016 | The Story Of Love                           |                                                    |
| 2016 | GreeNoodle                                  |                                                    |
| 2017 | Animation vs. YouTube                       |                                                    |
| 2017 | AVM Shorts #1 - The Rediscovery             | AVM significa "Animation vs. Minecraft".           |
| 2017 | AVM Shorts #2 - The Building Contest        |                                                    |
| 2018 | AVM Shorts #3 - The Roller Coaster          |                                                    |
| 2018 | AVM Shorts #4 - Potions                     |                                                    |
| 2018 | AVM Shorts #5 - Note Blocks                 |                                                    |
| 2018 | AVM Shorts #6 - Command Blocks              |                                                    |
| 2018 | AVM Shorts #7 - PvP                         |                                                    |
| 2018 | AVM Shorts #8 - The Nether                  |                                                    |
| 2018 | AVM Shorts #9 - Villagers                   |                                                    |
| 2018 | AVA Shorts #1 - The Virus                   | AVA significa "Animator vs. Animation".            |
| 2018 | AVM Shorts #10 - The End                    |                                                    |
| 2018 | AVA Shorts #2 - The Chosen One's Return     |                                                    |
| 2018 | Animation vs. League of Legends             |                                                    |
| 2019 | AVM Shorts #11 - SkyBlock                   |                                                    |
| 2019 | AVA Shorts #3 - The Flashback               |                                                    |
| 2019 | AVM Shorts #12 - TNT Land                   |                                                    |
| 2019 | AVM Shorts #13 - The Dolphin Kingdom        |                                                    |
| 2019 | Animation vs. Pokémon                       |                                                    |
| 2019 | AVM Shorts #14 - Cave Spider Roller Coaster |                                                    |
| 2019 | Blue's New Superpower                       | Vídeo de arrecadação de fundos para #TeamTrees     |
| 2019 | Animation vs. Super Mario Bros.             |                                                    |
| 2020 | AvM Shorts #15 – Redstone Academy           |                                                    |
| 2020 | AvM Shorts #16 – Note Block Battle          |                                                    |
| 2020 | AvM Shorts #17 – Build Battle               |                                                    |
| 2020 | AvM Shorts #18 – Texture Pack               |                                                    |
| 2020 | AvM Shorts #19 – Lucky Blocks               |                                                    |
| 2020 | AvA Shorts #4 – The Showdown                |                                                    |
| 2020 | Animator vs. Animation V                    | Collection of the AvA Shorts episodes              |
| 2020 | AvM Shorts #20 – The Piglin War             |                                                    |
| 2021 | AvM Shorts #21 – The Witch                  |                                                    |
| 2021 | AvM Shorts #22 – Parkour                    |                                                    |
| 2021 | AvM Shorts #23 – Titan Ravager              |                                                    |
| 2021 | AvM Shorts #24 – Lush Caves                 |                                                    |
| 2021 | Epic Moments #1 – AvM Shorts                | Compilation of various moments from the AvM Shorts |
| 2021 | AvM Shorts #25 – The Ultimate Weapon        |                                                    |
| 2021 | AvM Shorts #26 – The Warden                 |                                                    |
| 2021 | Animation vs. Arcade Games                  |                                                    |
| 2021 | Animation vs. Trash                         | Vídeo de arrecadação de fundos para #TeamSeas      |
| 2022 | AvM Shorts #27 – Monster School             |                                                    |
| 2022 | AvM Shorts #28 - The Raid                   |                                                    |
| 2022 | AvM Shorts #29 - Note Block Universe        |                                                    |
| 2022 | Actual Shorts                               |                                                    |
| 2022 | AvM Shorts #30 - The King                   |                                                    |
| 2023 | AvA Shorts #5 - Wanted                      |                                                    |
| 2023 | AvM Shorts #31 - Ultimate Minecart Race     |                                                    |
| 2023 | Animation vs. Math                          |                                                    |